# Entomobrya arula
Entomobrya arula är en urinsektsart som beskrevs av Christiansen och Bellinger 1980. Entomobrya arula ingår i släktet Entomobrya och familjen brokhoppstjärtar. Inga underarter finns listade i Catalogue of Life.